# Simone Ghini

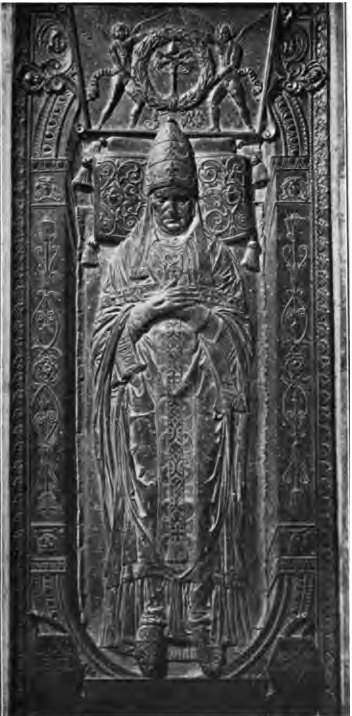
Mausoleo del papa Martín V en la Basílica de San Juan de Letrán, en Roma, obra del escultor florentino Simone Ghini

Simone Ghini, conocido también como Simone Ghini I, Simone Filarete y Simone I di Giovanni di Simone Ghini, fue un escultor florentino del Renacimiento, nacido en 1406 o  1407 y fallecido en 1491. 
Se le conoce fundamentalmente por su obra del mausoleo al papa Martín V, situado en la Basílica de San Juan de Letrán, en Roma. En compañía de Antonio Filarete hizo unas puertas de bronce para la Basílica de San Pedro, en la Ciudad del Vaticano.
Giorgio Vasari en su Le Vite de los más excelentes pintores, escultores y arquitectos, dice erróneamente que Simone era hermano de Donatello.